# The Ox-Bow Incident
The Ox-Bow Incident este un film western american din 1943. Regizat de William A. Wellman⁠(d), acesta îi are în rolurile principale pe Henry Fonda, Dana Andrews și Mary Beth Hughes⁠(d). Anthony Quinn, William Eythe⁠(d), Harry Morgan și Jane Darwell apar în roluri secundare. După ce doi cowboy sosesc într-o așezare din Vestul Sălbatic, vestea că un fermier a fost ucis, iar vitele sale au fost furate se răspândește printre localnici. Aceștia și alți cowboy din zonă alcătuiesc o poteră și pornesc în căutarea făptașilor. Grupul descoperă turma de vite în posesia a trei bărbați și sunt hotărâți să-și facă singuri dreptate la fața locului.
Lungmetrajul, lansat în mai 1943, a primit recenzii pozitive din partea criticilor. A fost nominalizat pentru un premiu Oscar la categoria „cel mai bun film”, însă a pierdut în fața filmului Casablanca. The Ox-Bow Incident, Grand Hotel și One Foot in Heaven⁠(d) rămân singurele filme care au fost nominalizate doar la categoria „cel mai bun film”. The Ox-Bow Incident și The Outlaw⁠(d) (ambele din 1943) sunt cele mai vechi filme din lista AllMovie de westernuri psihologice.
În 1998, filmul a fost selectat pentru păstrare în Registrul Național de Film al Statelor Unite de către Biblioteca Congresului, fiind considerat „semnificativ din punct de vedere cultural, istoric sau estetic”. Filmul reprezintă o ecranizare a romanului omonim⁠(d) din 1940 scris de romancierul Walter Van Tilburg Clark⁠(d).

## Rezumat
Anul 1885. Bridger's Wells, Nevada. Doi cowboy - Art Croft și Gil Carter - sosesc în localitate și intră în salonul lui Darby. La scurt timp după sosirea lor, aceștia află că Larry Kinkaid, unul dintre fermieri din zonă, a fost ucis. Localnicii alcătuiesc o poteră⁠(d) și pornesc pe urmele ucigașilor. Art și Gil decid să li se alăture. Davies, îngrijorat de posibilitatea unui linșaj, îi însoțește, sperând că va putea preveni un astfel de eveniment. Maiorul Tetley, îmbrăcat într-o veche uniformă din perioada Războiului de secesiune, preia conducerea grupului. În curând, primesc vești despre prezența a trei bărbați și a vitelor lui Kinkaid în Bridger's Pass.
În acea noapte, în canionul Ox-Bow, potera descoperă trei bărbați dormind și presupun că vitele aflate în proprietatea lor sunt furate. Grupul îi interoghează pe cei trei: Donald Martin, un tânăr manierat; Juan Martínez, un mexican, și Alva Hardwicke, un bătrân debil mintal. Martin susține că a cumpărat vitele de la Kinkaid, însă nu a primit nicio chitanță. Niciunul nu dă crezare spuselor sale și decid să-i spânzure pe aceștia la răsărit. Înainte să moară, tânărul decide să-i scrie o scrisoare soției sale și îi cere lui Davies să i-o livreze. Când apar  neînțelegeri între membrii grupului, are loc un vot în baza căruia se hotărăște dacă cei trei vor fi spânzurați sau transportați în localitate pentru a fi judecați. Doar șapte votează pentru varianta din urmă, iar restul pentru spânzurare.
După linșaj, grupul revine în Bridger's Wells. Pe drum, îl întâlnesc pe șeriful orașului, Risley, care dezvăluie că Kinkaid nu este mort, iar bărbații care l-au împușcat au fost arestați. Risley îl întreabă pe Davies cine este responsabil pentru linșaj.  După ce aude că doar șapte persoane s-au opus spânzurării, șeriful declară furios: „Dumnezeu ar fi bine să aibă milă de voi. Nu veți primi nimic din partea mea”. Mai târziu, grupul se adună în salonul lui Darby. În tăcere, aceștia îl ascultă pe Gil, în timp ce citește cu voce tare scrisoarea lui Martin. Între timp, maiorul Tetley se întoarce la casa sa și se sinucide. În cele din urmă, Gil și Art pleacă din oraș pentru a transmite scrisoarea și cei 500 de dolari strânși de membrii poterei pentru soția lui Martin.

## Distribuție
- Henry Fonda - Gil Carter
- Dana Andrews - Donald Martin
- Harry Morgan - Art Croft
- Frank Conroy - maiorul Tetley
- Harry Davenport - Mr. Arthur Davies
- Anthony Quinn - Juan Martínez / Francisco Morez
- Francis Ford - Alva Hardwicke
- William Eythe - Gerald Tetley
- Mary Beth Hughes - Rose Mapen / Rose Swanson
- Jane Darwell - "Ma" Jenny Grier
- Marc Lawrence - Jeff Farnley
- Paul Hurst - Monty Smith
- Chris-Pin Martin - Poncho
- Leigh Whipper - Sparks (nemenționat)
- Stanley Andrews - Bartlett (nemenționat)
- Victor Kilian – barmanul Darby
- Matt Briggs - judecătorul Daniel Tyler
- Willard Robertson – șeriful  Risley
- Dick Rich – adjunctul  Butch Mapes (nemenționat)
- George Meeker – Dl.Swanson, soțiul lui Rose (nemenționat)
- Billy Benedict - young man with news (nemenționat)
- Margaret Hamilton – servitoarea judecătorului Tyler (nemenționat)
- Hank Bell - Red (nemenționat)